# گفتاری در هنرها و علوم
گفتاری در هنرها و علوم (به فرانسوی: Discours sur les Sciences et les arts) که با عنوان گفتاری در مورد تأثیرات اخلاقی هنرها و علوم (۱۷۵۰) نیز شناخته می‌شود، اثری از فیلسوف اهل ژنو، ژان ژاک روسو است. روسو اعتقاد داشت که هنرها و علوم اخلاقیات انسانی را فاسد می‌کنند. این گفتار اولین اثر موفق فلسفی منتشرشده روسو بود و اولین بیان دیدگاه‌های تأثیرگذار او در مورد طبیعت در مقابل جامعه بود، که او بقیه عمر فکری خود را وقف آن کرد. این اثر از مهم‌ترین آثار او به‌شمار می‌رود.

## موضوع
روسو در سال ۱۷۴۹، در پاسخ به تبلیغ منتشر شده در Mercure de France، که در آن آکادمی دیژون برای مقاله‌ای که پاسخ این سؤال را بدهد جایزه تعیین کرد: «آیا احیای علوم و هنرها به پاک‌سازی جامعه کمک کرده‌است؟" به گفته روسو، «در یک لحظه از خواندن این [تبلیغ]، جهان دیگری را دیدم و مرد دیگری شدم.» روسو ایده‌ای را یافت که با اشتیاق باقی عمر فکری خود را وقف آن کرد: تأثیر مخرب تمدن بر انسان. روسو یک الهامی را احساس کرد: «این‌که انسان طبیعتاً خوب است و تنها از این نهادها (تمدن) است که انسان‌ها شرور می‌شوند». روسو در این مسابقه جایزه اول را از آن خود کرد و در کنار حرفه غیرمعمول آهنگساز و نمایشنامه‌نویس، به شهرت تازه‌ای به عنوان یک فیلسوف دست یافت. محقق جف جی‌اس بلک اشاره می‌کند که روسو یکی از اولین متفکرانی است که در سنت مدرن دموکراتیک، تعهد سیاسی به پیشرفت علمی را که در اکثر جوامع مدرن (به‌ویژه دموکراسی‌های لیبرال) یافت می‌شود، زیر سؤال برد و هزینه‌های چنین سیاست‌هایی را بررسی کرد. روسو در گفتاری در هنرها و علوم «حمله‌ای کوبنده به پیشرفت علمی کرد… حمله‌ای که او هرگز اصول آن را رد نکرد و ویژگی‌های آن را تا حدی در هر یک از نوشته‌های بعدی‌اش تکرار کرد».
روایت روسو در مورد مواجهه اولیه او با این پرسش به‌خوبی شناخته‌شده‌است. دوست روسو، دنی دیدرو، به‌دلیل نوشتن اثری که ایده خدای مشیت را زیر سؤال می‌برد، در ونسنس زندانی شده بود. روسو درحالی‌که برای ملاقات با او به‌سوی زندان می‌رفت، در حال بررسی نسخه‌ای از روزنامه مرکور دو فرانس بود، و وقتی چشمش به سؤال مطرح‌شده توسط آکادمی دیژون افتاد، الهامی را احساس کرد: «انسان به‌طور طبیعی حالش خوب است. و تنها از همین مؤسسات است که انسان‌ها شرور می‌شوند». روسو توانست تنها برخی از افکار، «انبوه حقایق» را که از آن ایده سرچشمه می‌گرفت، حفظ کند – این‌ها در نهایت به گفتارهای او و رمانش امیل راه یافتند. گفتار اول روسو از منابع مختلف الهام گرفت و حتی قطعاتی از آثار دیگر را بدون الهام کپی کرد. برخی از این منابع عبارتند از روح‌القوانین و حیات مردان نامی از مونتسکیو. خطی که روسو با آن گفتمان را باز می‌کند، نقل‌قولی به زبان لاتین از هوراس در مورد هنر شعر (خط ۲۵) است که به این صورت ترجمه می‌شود: «ما فریب ظاهر حق را خورده‌ایم ظاهر حق».
روسو در اثر خود، قاضی ژان ژاک (یک گفتگو است)، از یک فرانسوی خیالی به‌عنوان ابزاری ادبی برای بیان مقصود خود در گفتار دربارهٔ هنرها و علوم و دیگر آثار خود استفاده کرد. این شخصیت توضیح می‌دهد که روسو این اصل بزرگ را نشان می‌دهد که «طبیعت انسان را شاد و خوب می‌سازد، اما جامعه او را تباه و بدبخت می‌کند… رذالت و خطا که با قانون او بیگانه است، از بیرون وارد آن شده و او را به‌طور نامحسوس تغییر می‌دهد.» در سرتاسر اثر او باعث می‌شود که نژاد بشر را در ساختار اولیه‌اش بهتر، عاقل‌تر و شادتر ببینیم؛ و همین‌طور کور، بدبخت و شرور به اندازه‌ای که از آن دور می‌شود. هدف او این است که خطای قضاوت‌های ما را اصلاح کند تا پیشرفت رذیلت‌هایمان را به تأخیر بیندازد و به ما نشان دهد که آن‌جایی که به‌دنبال شکوه و شهرت هستیم، در واقع تنها خطا و بدبختی می‌یابیم».
خطی که روسو با آن گفتار را باز می‌کند، نقل قولی به زبان لاتین از هوراس در مورد هنر شعر (سطر ۲۵) است که به این صورت ترجمه می‌شود: «ما فریب ظاهر حق را خوردیم.»

## بازخورد
روسو پیش‌بینی می‌کرد که پاسخ او باعث» شورش جهانی علیه او «شود، اما معتقد بود که «چند مرد عاقل»" از موقعیت او قدردانی خواهند کرد. او معتقد است که این قدردانی به این دلیل است که او نگرانی‌های «مردانی که برای اسارت عقاید جامعه‌ای که در آن زندگی می‌کنند به‌دنیا آمده‌اند» را رد کرده‌است. این مورد او شامل «عقل» و «کسانی که از مد پیروی می‌کنند» است. او معتقد است که کسانی‌که به‌طور تقلیدی و انعکاسی، از شیوه‌های تفکری حمایت می‌کنند که آینه‌ای از زمانه‌ای است که در آن زندگی می‌کنند، صرفاً «آزاداندیش و فیلسوف را بازی می‌کنند» و اگر در دوران جنگ‌های مذهبی فرانسه زندگی می‌کردند، همین مردم به اتحادیه کاتولیک می‌پیوستند. و با استفاده از زور، از سرکوب پروتستان‌ها حمایت می‌کردند.
به طرز عجیبی، روسو، که ادعا می‌کند انگیزه‌اش از این ایده ارائه چیزی برای ارتقای خوش‌بختی بشریت است، بیش‌تر بشریت را دشمنان خود قرار می‌دهد. محقق جف جی. روسو معتقد است که اگر چیزهایی بنویسد که در بین شیک‌پوشان محبوب باشد، آثارش با گذر زمان محو می‌شود.
استدلال روسو بحث‌برانگیز بود و پاسخ‌های زیادی را به‌دنبال داشت. یکی از منتقدان ژول لماتر (۱۸۵۳–۱۹۱۴)، خدایی شدن آنی روسو را «یکی از قوی‌ترین شواهد حماقت انسان» نامید. خود روسو در حدود دو سال پس از دریافت جایزه به پنج تن از منتقدانش پاسخ داد. در میان این پنج پاسخ، پاسخ‌هایی به استانیسلاو لیزینسکی، پادشاه سابق لهستان، ابه راینال، و آخرین پاسخ به چارلز بوردس بود. این پاسخ‌ها توضیحی برای استدلال روسو در گفتمان ارائه می‌کنند، و شروع به توسعه مضمونی می‌کنند، که او بیش‌تر در گفتاری در باب نابرابری پیش می‌برد - که سوء استفاده از هنرها و علوم یکی از موارد یک موضوع بزرگ‌تر است، این‌که انسان طبیعتاً خوب، فاسد است؛ توسط تمدن نابرابر، تجمل‌گرایی و زندگی سیاسی.
ارزیابی خود روسو از این مقاله مبهم بود. او در یک نامه آن را یکی از «نوشته‌های اصلی» خود و یکی از تنها سه موردی توصیف کرد که نظام فلسفی او در آن توسعه یافته‌است (دیگر «گفتاری در باب نابرابری و امیل» است)، اما در نمونه‌ای دیگر آن را «در بهترین اثر» ارزیابی کرد.